# المحوشي
الحاشي أو المحوشي هي المرأة أو الفتاة التي تدخل الملعبة وهي المنطقة أمام الصف أو بين الصفين المؤديين لرقصة الدحية. دون أن يتعرف عليها أحد ويكون بيدها عصا وقديما كانت تمسك بسيف بيدها.
قديماً كانت تشارك فتيات العشيرة مع الرجال لعدم وجود أي غريب من خارج العشيرة يخالطهم وتكون مشاركتها قاصرة على أداء رقصة الحاشي فتنزل الميدان بين الصفين ويكون جسمها مغطى تماماً ولا يرى منه شيئاً حتى عيناها ولا يعرف من هي.. أهي شابة.. أم لا أو هل هي جميلة أم لا. وكل ما فيه الأمر أن هناك سواد يؤدي رقصات معينة.أثناء الرقص يحاول الرجال أمساك الفتاة «المحوشي» بمد يده عليها فتقوم بضربه بالسيف أو العصى.
تتبادل النساء الرقص في الملعبة بأن تخرج أحداهن إلى بيت الشعر وتأتي الأخرى وهكذا وأحيانا يتم أسر الحاشي بتجلسة على مقعد أمام الصف وينتظر فك أسرة ببيت من الشعر وهذا التقليد هو نوع من الترفيه ولعب الألغاز بالشعر. ويلاحظ ان دور المرأة الحاشية قد انتهى وشبه انقرض حالياً. ولكن رقصة الحاشي ما زالت ركناً أساسياً في الدحية يؤديها الهاوون لهذا الفن الشعبي من الرجال.